# Aït Baha
Aït Baha (arabiska: أيت باها) är en stad i Marocko. Den ligger i provinsen Chtouka-Aït Baha och regionen Souss-Massa, 500 km söder om huvudstaden Rabat. Antalet invånare var 5 668 vid folkräkningen 2014.